# Lambert III van Krakau
Lambert III van Krakau (overleden op 25 november 1101, Krakau) was tussen 1082 en 1101 de bisschop van Krakau. Hij was verantwoordelijk voor het in gang zetten van de bouw van de tweede Wawelkathedraal nadat de eerste in een brand verloren ging. Lambert III liet in 1089 het stoffelijke overschot van zijn voorganger Stanislaus Szczepanowski in een schrijn op het altaar van deze kathedraal plaatsen.